# Rotterdamse Kunststichting
De Rotterdamse Kunststichting (RKS) was van 1945 tot 2005 een zelfstandige stichting ter bevordering van het culturele leven in de Nederlandse gemeente Rotterdam. In 2005 is deze stichting opgegaan in de Rotterdamse Raad voor Kunst en Cultuur, een adviesorgaan, terwijl de andere taken werd overgedragen aan de dienst Kunst en Cultuur van de gemeente Rotterdam.
De door de gemeente gefinancierde stichting had als taak om gemeente en plaatselijke kunstinstellingen te adviseren, subsidies te verstrekken aan instellingen en projecten, en daarnaast eigen initiatieven te ontplooien.
In haar zestigjarige bestaan werkte de stichting mee aan de wederopbouw van de stad, en stond o.a. aan de basis van Poetry International, het International Film Festival Rotterdam en de Rotterdam designprijs. 

## Geschiedenis

### Oprichting
De Rotterdamse Kunststichting werd in augustus 1945 opgericht om het kunstklimaat in de stad te helpen bevorderen. Dit initiatief was al tijdens de oorlogsjaren voorbereid met name door leden van de Kunstcommissie en de Club Rotterdam. Als initiatiefnemers voor de oprichting van de stichting werden in 1945 genoemd Herman Kraaijvanger, dr. J. Drost, dr. Cees van der Leeuw, mej. Ida van Dugteren; dr. J. Backs, G.H.L. Schouten, mr. Karel Paul van der Mandele, Mr. Lührs, mr. Gerard van Walsum, mr. H. Willemse, A. v.d. Vlerk en mej. M.A. Werner.
Landelijk werkte de Haagse beleidsambtenaar Hendrik Jan Reinink (1901-1979), secretaris-generaal van het Ministerie van Onderwijs, Kunsten en Wetenschappen van 1945 tot 1955, aan de oprichting van een Nederlandse Kunststichting met afdelingen in Nederlandse gemeenten. Reinink wilde de financiering van de kunsten buiten de politiek brengen door oprichting van een nationale kunstinstelling met afdelingen in alle Nederlandse steden om lokaal de kunstsubsidie te beheren en verdelen. Mede door de stuwende kracht van Eduard Reeser werd in Rotterdam in korte tijd zo'n instelling opgericht, maar in andere steden kwam het voornemen niet van de grond.
De Rotterdamse Kunststichting kreeg in 1946 haar eerste bestuur onder voorzitterschap van  dr. J. Drost  met een ambtenaar als secretaris, die ook verantwoordelijk was het gemeentelijke kunstbeleid. De stichting hield kantoor in het stadhuis, waar ze pas in 1953 vertrokken naar een eigen locatie aan de Zoutmanstraat. Dit was mede ingegeven door de wens om een meer onafhankelijke koers te varen.

### Beginjaren

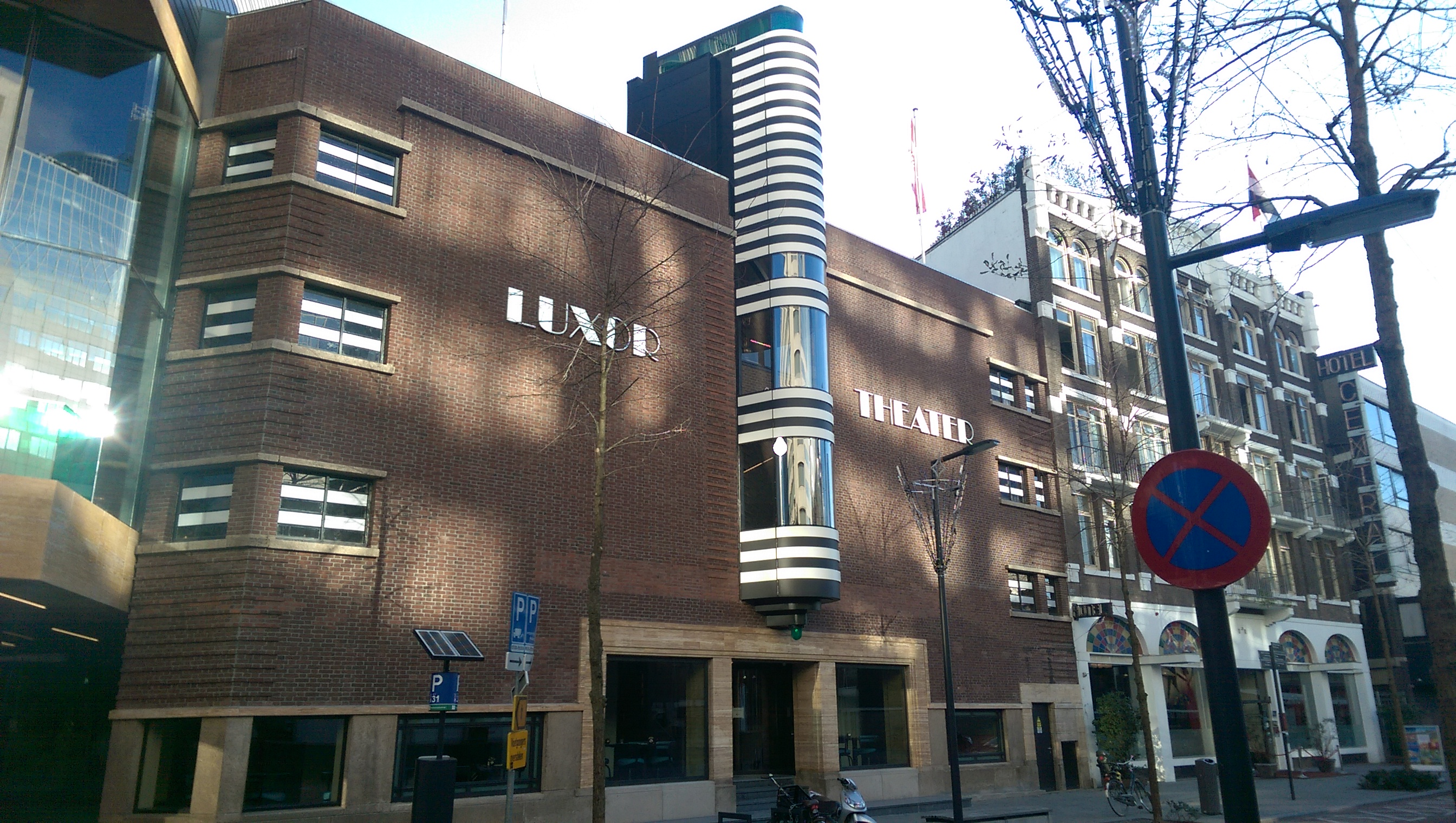
Luxor theater uit 1918, in 1945 omgebouwd tot toneel- en filmzaal.

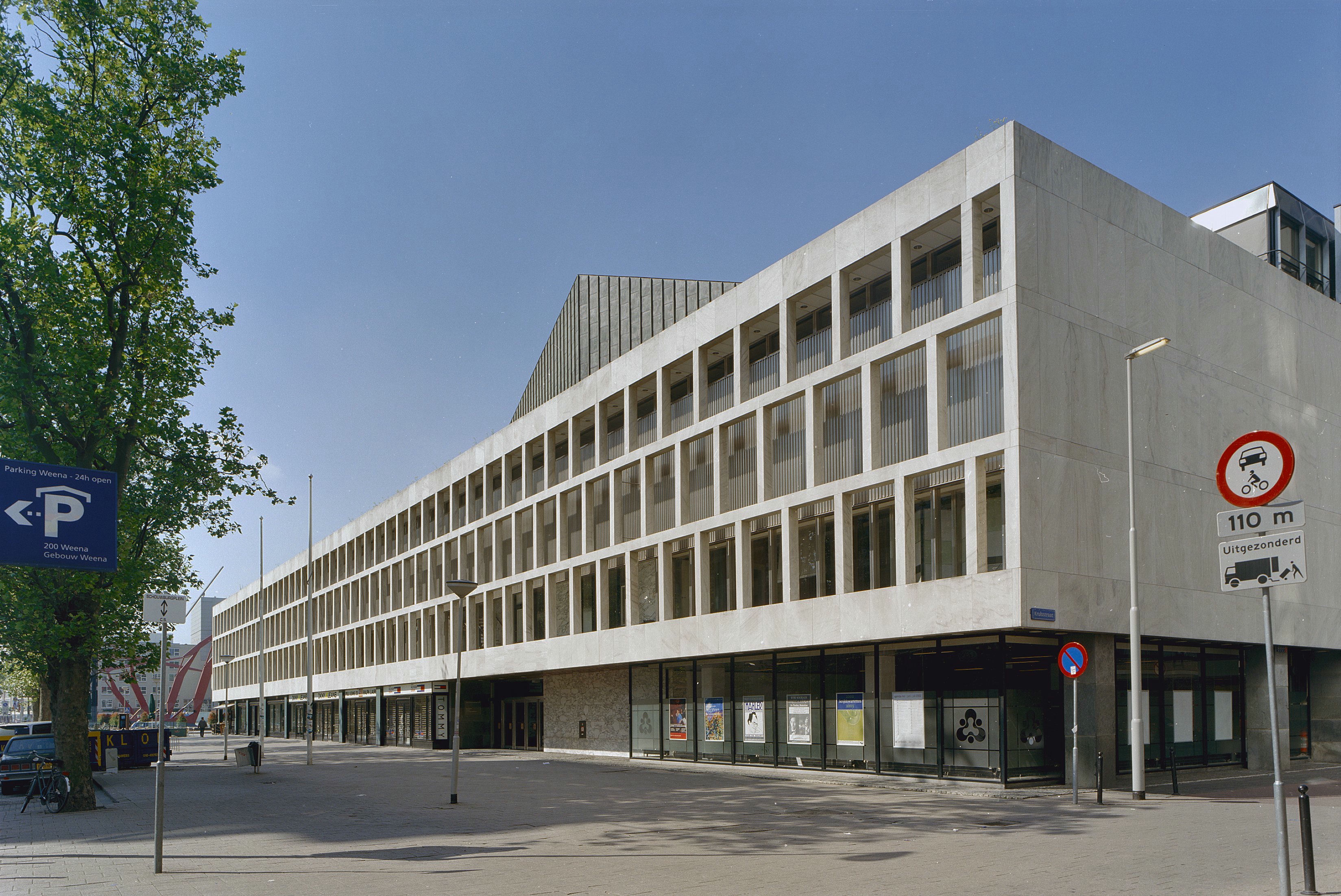
Concert- en congresgebouw De Doelen uit 1966.

In deze naoorlogse beginjaren speelde de stichting een belangrijke rol bij de herbouw van een culturele infrastructuur. Zij herstelde of bracht gebouwen nieuw tot stand, zoals de (nood)-Rotterdamse Schouwburg in 1948, de Ahoy-hal in 1950, het avant-garde filmtheater ’t Venster in 1953, en het theater De Lantaren in 1956. Na oplevering werden deze overgedragen aan de verantwoordelijke gemeentelijke dienst, vanaf 1966 de Dienst Gemeentelijke Kunstgebouwen. De Rotterdamse kunststichting kreeg  de zeggenschap over het functioneren van diverse culturele instellingen. 
De Rotterdamse Kunststichting was ook begonnen met een jaarlijkse verstrekking van opdrachten aan kunstenaars op gemeentelijk niveau. Er was ook een begin gemaakt met de Internationale Beelden Collectie, wat zou uitmonden in de Beeldenroute Westersingel. Het bleven echter magere jaren voor Rotterdam, enerzijds doordat veel culturele bedrijvigheid naar Amsterdam was vertrokken. Anderzijds bleven plannen op de plank liggen door geldgebrek, zoals het idee van een centraal kunstencentrum geopperd door Ludo Pieters, de toenmalige voorzitter van de Rotterdamse Kunstkring. Vanaf 1950 werden de penningen van de Rotterdamse Kunststichting toegekend, de penningen van de Leuve, de Maze, de Rotte en de Merwe.
Sinds zijn aanstelling als directeur in 1953 droeg Willy Hofman de eindverantwoordelijkheid voor de Rotterdamse Schouwburg, het Luxor Theater en de gemeentelijke kunstenaarsateliers. Onder Hofman kwamen meer theaters onder beheer, waaronder het Hofpleintheater, Piccolo Theater, de Doelen en het Theater Zuidplein. Voor de programmering kwam hij met de zogenaamde gezichtenfilosofie, die inhield dat elk theater een eigen gezicht of karakter diende uit te stralen. Toen Hofman in 1966 directeur werd van de nieuwe Dienst Gemeentelijke Kunstgebouwen (DGK) werd het beheer van de meeste theatergebouwen daar ondergebracht.

### Poetry International
In 1968 werd Adriaan van der Staay aangesteld als directeur. Het jaar daarop werd door Van der Staay en Martin Mooij, hoofd van de afdeling letteren, het initiatief genomen tot Poetry International. Bij een gezamenlijke bezoek aan het Poetry International Festival in Londen deden ze de benodigde inspiratie en contacten op voor een vergelijkbaar initiatief in Rotterdam.   
In het opvolgende jaar vond in de kleine zaal van concertgebouw de Doelen de eerste Rotterdamse Poetry International plaats. Er waren drieëntwintig dichters te gast, waaronder de Poolse Zbigniew Herbert, de Franse Eugène Guillevic en de Oostenrijkse Ernst Jandl. Onder de  gasten in latere jaren waren Wole Soyinka, Seamus Heaney, Czesław Miłosz, Joseph Brodsky en Tomas Tranströmer.

### Lijnbaancentrum
In 1970 werd het Lijnbaancentrum aan de Lijnbaan nabij het Binnenwegplein geopend op initiatief van de Rotterdamse Kunstkring met ondersteuning van de Kunststichting. Deze expositieruimte werd geleid door Felix Valk (1927-1999), hoofd tentoonstellingen van de Kunststichting en de latere directeur van het Museum voor Volkenkunde te Rotterdam.
Het Lijnbaancentrum presenteerde experimentele exposities op een breed spectrum van kunst, beeld- en massacultuur, waarbij het een breed publiek wenste aan te spreken. Zo had Robin Page, Fluxus-artiest van het eerste uur, er begin 1975 een tentoonstelling met zijn kolderieke humoristische kunst, waarbij hij middels een videoboodschap op straat de mensen naar binnen praatte.

### Arts Lab De Lantaren
In 1970 werd door de Rotterdamse Kunststichting in het verbouwde theater Lantaarn het Arts Lab De Lantaren geopend met een grafische werkplaats met eigen videostudio onder leiding van Rommert Boonstra. Het had ook een expositieruimte, verzorgde cursussen, bood onderdak aan het eerste Film International festival, kwam met een eigen Perfo-festival, en bood opmerkelijke popconcerten. 
Uit de grafische werkplaats kwam later het Hard Werken collectief voort. In de videostudio werd onder andere videokunst geproduceerd door beeldend kunstenaars als Vito Acconci, Joan Jonas, Nan Hoover, Wim Gijzen en Jan van Munster. Zij kregen  ondersteuning van een videoteam van de Kunststichting met onder andere Wink van Kempen. In 1984 werd het Lijnbaancentrum wegens bezuinigingen gesloten.

### Film International

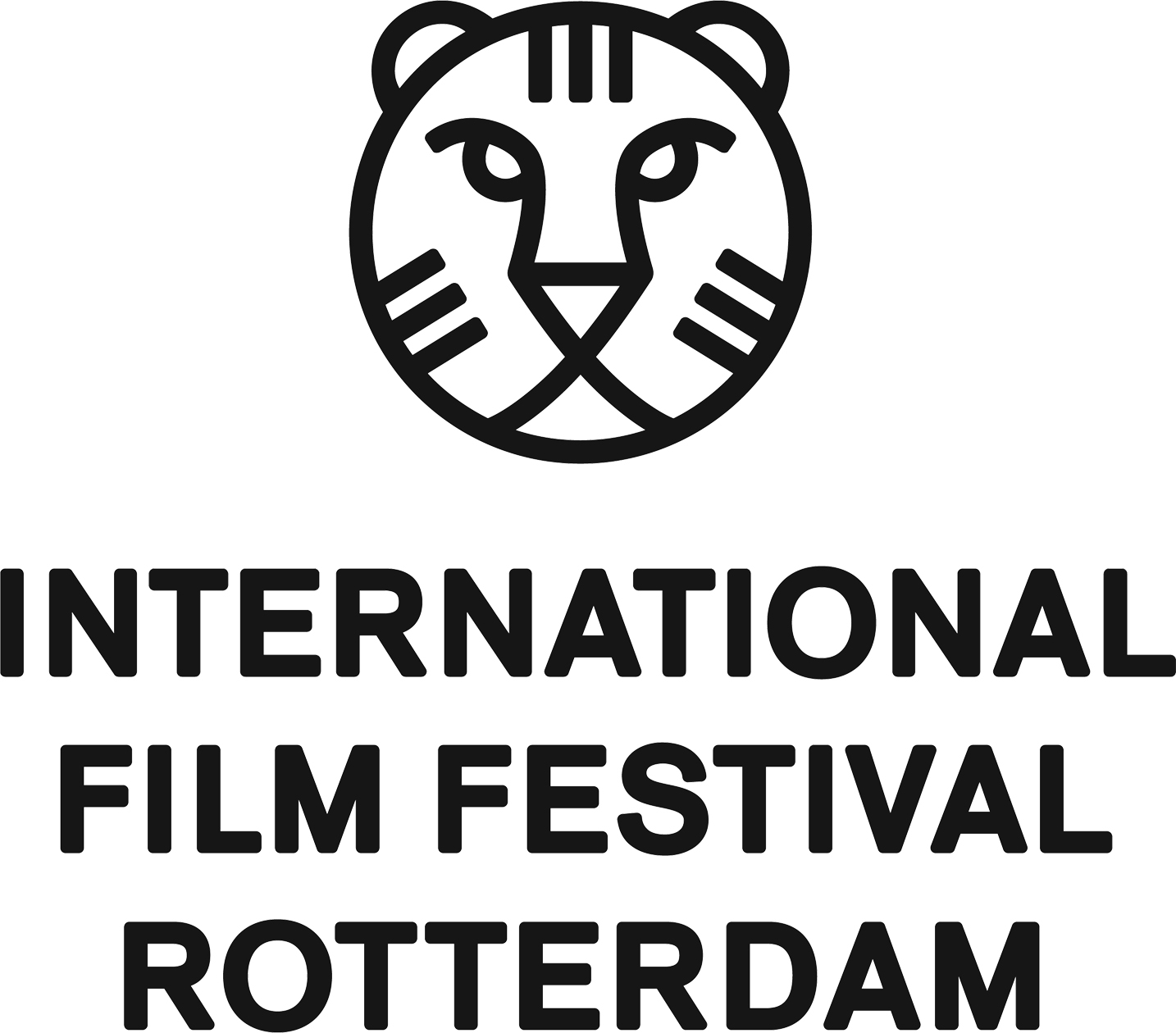
Logo van het IFFR

Het derde initiatief in de jaren 1970 van de Rotterdamse Kunststichting onder Adriaan van der Staay was het Film International festival waarover Huub Bals (1937–1988) de leiding kreeg. Huub Bals' wilde op het festival kleine, onbekende films uit alle delen van de wereld vertonen. Persoonlijke en artistieke films hadden de voorkeur boven  commerciële films uit Hollywood. 
De eerste Film International in 1972 georganiseerd vanuit de sectie Film van de Rotterdamse Kunststichting  en gehouden in 't Venster en de Calypso-bioscoop. Er werden 31 films gedraaid die in totaal 5000 bezoekers trokken. De naam van het festival werd veranderd in International Film Festival Rotterdam (IFFR), en wordt sindsdien jaarlijks gehouden in de maand januari.

### Centrum Beeldende Kunst
Na de invoering van de Beeldende Kunstenaars Regeling in 1945 was een aanzienlijke collectie gemeentelijk kunstbezit opgebouwd. In 1974 stelde de Beroepsvereniging van Beeldende Kunstenaars in Rotterdam voor deze collectie beschikbaar te maken via een kunstuitleen. Met hulp van de Rotterdamse Kunststichting werd in 1975 Artotheek Rijnmond geopend aan de Voorhaven in Delfshaven.

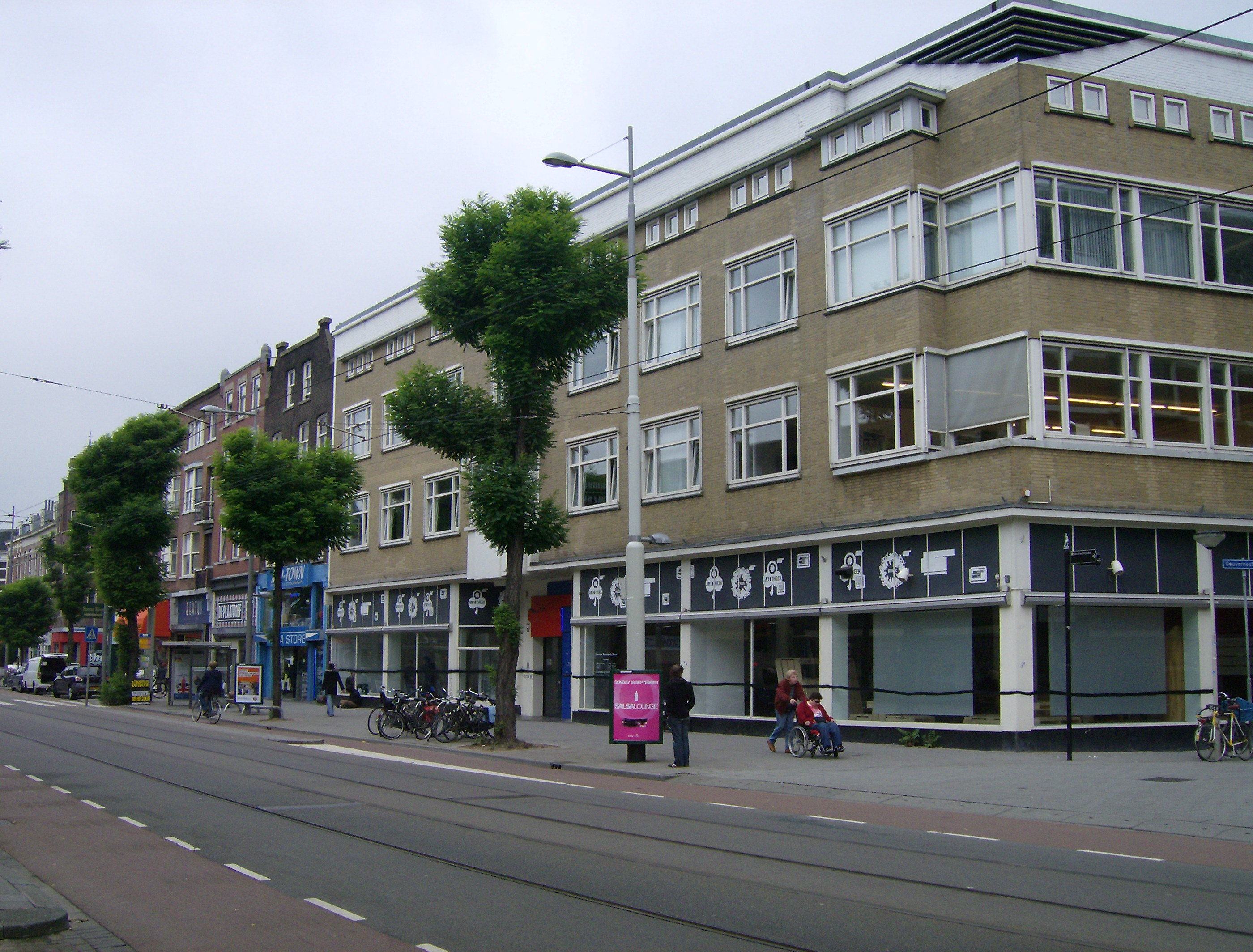
Nieuwe Binnenweg 2

In de jaren 1970 was door de gemeente het Bureau Beeldende Kunst gestart, waar individuele kunstenaars subsidies konden aanvragen en het beheer van de gemeentelijke beeldencollectie was ondergebracht. Eind jaren 1970 werd deze dienst samengevoegd met de Artotheek, en in 1982 verhuisd naar een hoekpand aan de Nieuwe Binnenweg. Naar idee van de NRC kunstcriticus Dolf Welling (1919-2015) werd dit het Centrum Beeldende Kunst genoemd, de eerste in Nederland. Naast een expositieruimte en kunstuitleen werd er ook een documentatiecentrum ingericht. Na 24 jaar is de vestiging aan de Nieuwe Binnenweg in 2016 verhuisd naar de Stadsdriehoek.

### Rotterdam Festivals
Na 1945 werden met enige regelmaat grote publieksevenementen gehouden in Rotterdam. Dat begon met de havententoonstelling Rotterdam Ahoy! in 1950. Vervolgens werden de Nationale Energie Manifestatie 1955, de Floriade 1960, en de manifestatie 'Communicatie 70' georganiseerd. In de jaren 1970 was de Rotterdamse Kunststichting zich expliciet gaan richten op internationalisering en massacultuur, wat begon op het gebied van poëzie en films. Daarnaast kwamen festivals van de grond op het gebied van architectuur, popmuziek en performance kunst.
Een grootschalige manifestatie rond het 650-jarig bestaan van Rotterdam in 1990 was geen doorslaand succes. Het leidde in 1993 tot oprichting van het kenniscentrum Rotterdam Festivals, dat festivals en evenementen moest coördineren. In een festival-formule werd vastgelegd, dat te organiseren festivals dienden bij te dragen aan versterking van de identiteit en profilering van de stad en aan haar economische ontwikkeling. Daarnaast zouden ze de samenwerking tussen de Rotterdamse kunstinstellingen dienen te stimuleren. Rotterdam Festivals was opgezet als kenniscentrum om de festivals en evenementen in Rotterdam te coördineren.

### Nadagen
De laatste directeur was Robert R. de Haas, eerder directeur van de Rijksdienst Beeldende Kunst (RBK). Hij heeft o.a. nieuwe dansontwikkelingen in de stad gestimuleerd en bewerkstelligde hij onder meer de oprichting van het HipHopHuis in Rotterdam.
In 2003 ging een brede herstructureringsoperatie van start in de Rotterdamse sector van kunst en cultuur. Een aantal gemeentelijke activiteitendiensten, met name de musea en de theaters, werd verzelfstandigd. Er kwam een Dienst Kunst en Cultuur en een Rotterdamse Raad voor Kunst en Cultuur.

### Rotterdamse Raad voor Kunst en Cultuur
Op 7 juni 2005 is door de gemeente Rotterdam de Rotterdamse Raad voor Kunst en Cultuur opgericht als officieel adviesorgaan. De Rotterdamse Kunststichting werd daarbij als zelfstandig rechtspersoon gehandhaafd als werkgever voor de mensen van het bureau van de Rotterdamse Raad voor Kunst en Cultuur. Het beheren en verdelen van kunstensubsidies, een taak die de Rotterdamse Kunststichting 60 jaar lang verzorgde, werd overgedragen aan dienst Kunst en Cultuur van de gemeente Rotterdam.
De Raad is op 1 januari 2023 opgeheven.

## Bestuurders
De directeuren van de Rotterdamse Kunststichting hebben met de jaren ieder hun stempel gedrukt op de stichting, en de te varen koers. In totaal zijn er de volgende zes directeuren geweest:
1953 - 1966 : Willy Hofman
1968 - 1978 : Adriaan van der Staay (1933)
1979 - 1982 : Hans Keller
1982 - 1990 : Paul Noorman
1990 - 1995 : Alle Diderik de Jonge (1944)
1995 - 2005 : Robert R. de Haas (1940)
In de zelfstandige stichting was de directeur verantwoording verschuldigd tegenover het bestuur. Dit bestuur bestond uit een brede mix van mensen uit het bedrijfsleven, de politiek en de culturele sector. De eerste voorzitter van het bestuur van de Rotterdamse Kunststichting in 1945 was Cees van der Leeuw. Latere voorzitters waren Ludo Pieters tot in de jaren 1980, eerder als voorzitter van de Rotterdamse kunstkring al gewoon lid van het bestuur, en George Brouwer van 1999 tot 2012. Een ander vooraanstaand bestuurslid was Coert Ebbinge Wubben, die van 1945 tot 1978 directeur was van Museum Boijmans Van Beuningen.
Bij oprichting van de Rotterdamse Raad voor Kunst en Cultuur werden vijftien leden ingesteld onder voorzitterschap van Micky Teenstra-Verhaar.

## Publicaties
- Wim van der Plas (1982) De Rotterdamse kunststichting en de mythe van het bruisend hart
- Hugo Bongers (2010). Kunst en wederopbouw in Rotterdam. online op 'digitup.nl.
- Gepke Bouma (2012). Een gezond en opgewekt kunstleven. Een studie in kunstbeleid te Rotterdam (1946-2011), online op dbnl.org.
- Carin Gaemers. Achter de schermen van de kunst ,Rotterdamse Kunststichting 1945-1995. De Hef Publishers Rotterdam, 1996.
- Patricia van Ulzen. Dromen van een metropool. De creatieve klasse van Rotterdam, 1970-2000. 010 Publishers, 2007. Speciaal p. 93-100.